# Замок Дернек
Замок Дернек, также называемый Дегенек (Degeneck) — средневековый замок недалеко от Мюнцдорфа (город Хайинген), в немецкой федеральной земле Баден-Вюртемберг.

## История
Замок был выстроен около 1350 г. Дегенхардтом фон Гундельфинген, представителем влиятельного в регионе дворянского рода. В этот период была возведена мощная защитная стена, и сегодня определяющая облик постройки, вместе с интегрированной оборонительной башней. Во время последовавших перестроек в них были обустроены жилые помещения.
С пресечением рода фон Гундельфинген в 1546 г. Дернек сменил множество владельцев, до тех пор пока в 1768 г. не перешёл к князьям фон Фюрстенберг, при которых были построены прочие находящиеся в замке здания.
В 1828 г. замок стал вюртембергским владением, и использовался управлением лесного хозяйства вплоть до 1965 г.
В 1967—1968 гг. была проведена комплексная реставрация и приспособление замка для целей Общества Швабского Альба (нем. Schwäbischer Albverein).

## Современное использование
Замок открыт для свободного посещения. В его стенах располагается небольшой ресторан и гостиница Общества Швабского Альба.